# Xilin Hot

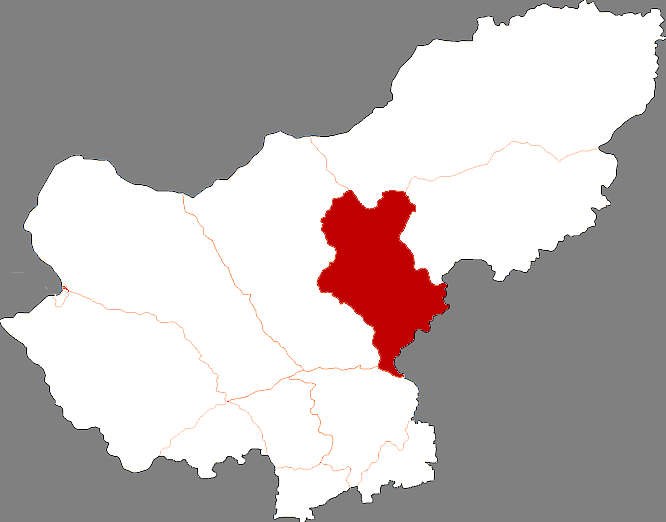
Lage Xilin Hots in Xilin Gol

Xilin Hot (chinesisch 锡林浩特市, Pinyin Xīlín Hàotè Shì; mongolisch ᠰᠢᠯᠢ ᠶᠢᠨ ᠬᠣᠲᠠ Shili-yin hota) ist eine kreisfreie Stadt des Xilin-Gol-Bundes im nördlichen Zentrum des Autonomen Gebiets Innere Mongolei der Volksrepublik China. Sie hat eine Fläche von 15.758 km² und zählt 150.000 Einwohner. Xilin Hot ist die Hauptstadt des Bundes.

## Wirtschaft
Die Stadt wird durch den südwestlich gelegenen Kohletagebau geprägt.
Im Mai 2011 gab es in der Stadt Proteste der Mongolen gegen die Bergbaupolitik der Pekinger Regierung, die einen verstärkten Steinkohleabbau in der Region fördert und sie als Energiebasis betrachtet. Die Regierung des Autonomen Gebiets forderte daraufhin die Bergbauindustrie auf, ihrer sozialen Verantwortung nachzukommen.

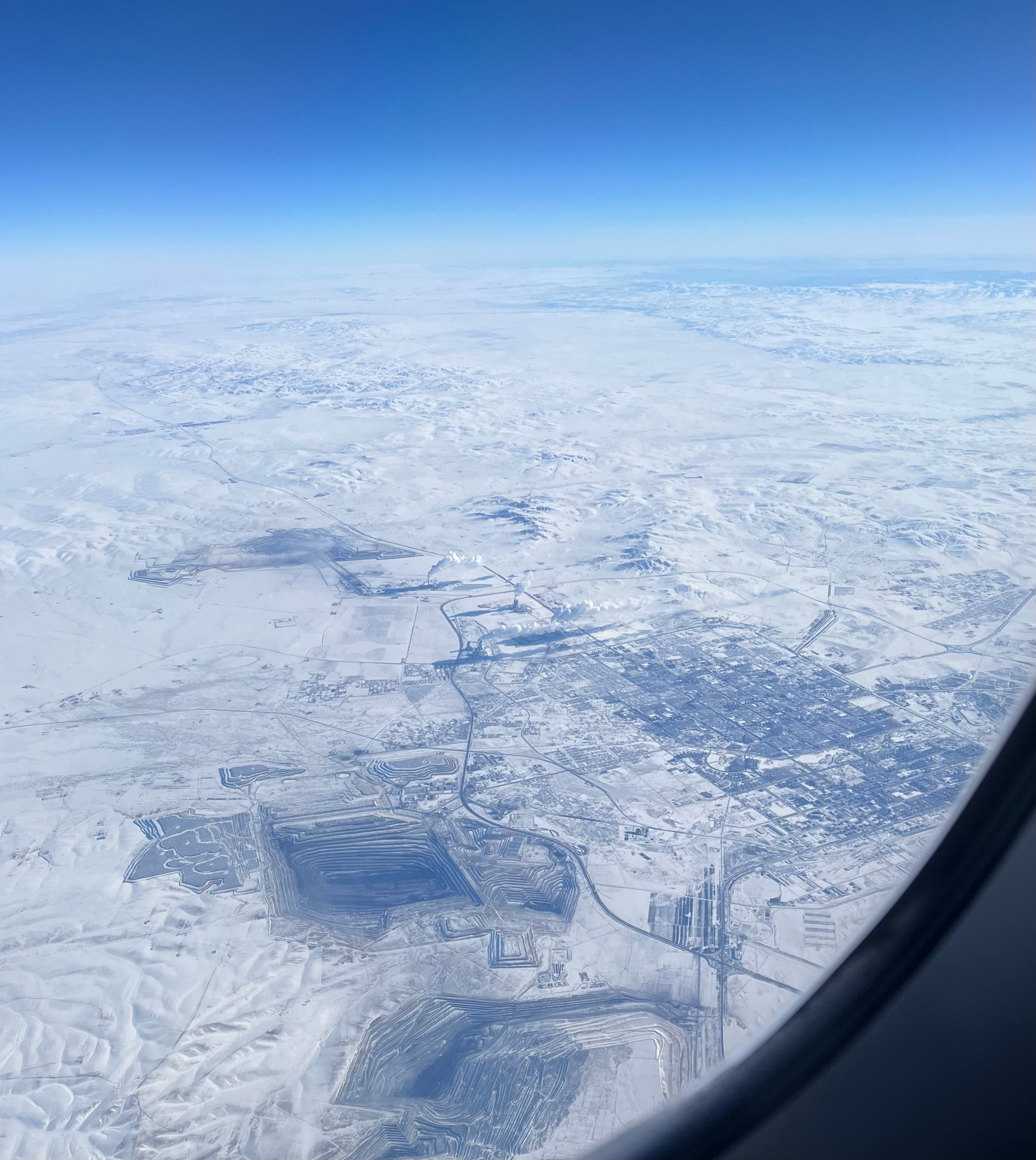
Xilin Hot aus der Luft im Winter

## Persönlichkeiten
Söhne und Töchter der Stadt
- Zhang Xiaoping (* 1982), Boxer und Olympiasieger